# Никольский, Григорий Александрович
Григорий Александрович Никольский (22 сентября 1879 года, Мариинский Посад, Казанская губерния — 1938 год, Мариинский Посад, Чувашская АССР) — врач, заведующий больницей в Мариинском Посаде, организатор здравоохранения и общественный деятель Чувашской АССР. Герой Труда (1923).
В 1908 году окончил медицинский факультет Казанского университета, после которого занимался врачебной практикой в сёлах Беловолжское и Исмели Чебоксарского уезда. Был основателем Общества трезвости в Мариинском Посаде, которое позднее в 1914 году было преобразовано в Народный университет. С 1918 по 1936 года — заведующий больницей в Мариинском Посаде, главный санитарный врач и военного комиссариата в Чебоксарах.
Занимался организацией здравоохранения, медицинской, санитарной и просветительской деятельностью в Чувашской АССР. В 1920 году основал курсы медсестёр и в 1928 году — курсы трахоматозных сестёр.
За свою деятельность в 1923 году удостоен звания «Герой Труда».
Скончался в 1938 году в Мариинском Посаде.